# Milan Associazione Sportiva 1937-1938
Questa voce raccoglie le informazioni riguardanti il Milan Associazione Sportiva nelle competizioni ufficiali della stagione 1937-1938.

## Stagione

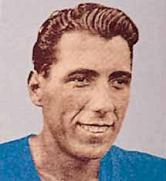
Egidio Capra, al Milan dal 1936 al 1939

In questa stagione il Milan rafforza nuovamente la rosa con l'acquisto di giocatori di grande spessore tecnico. Gli acquisti più importanti sono Mario Loetti, Giuseppe Antonini, Leandro Remondini ed Ezio Loik: quest'ultimo diventerà poi uno dei pilastri del Grande Torino. In panchina c'è l'avvicendamento tra William Garbutt e József Bánás, che tornerà ad allenare il Milan dopo qualche anno. Come direttore tecnico è scelto l'austriaco Hermann Felsner.
In campionato i rossoneri contendono fino alla fine il titolo con varie squadre: alla fine si classificano terzi a pari merito con il Genova 1893. Degna di nota è la vittoria nel derby contro l'Ambrosiana-Inter per 1 a 0 con gol di Egidio Capra: erano 10 anni che il Milan non vinceva in campionato una stracittadina. Grazie al terzo posto in campionato i rossoneri si qualificano alla Coppa dell'Europa Centrale 1938, competizione europea che si svolge alla fine della stagione e che vede il Milan eliminato negli ottavi di finale dal Ripensia Timișoara, campione di Romania. Questa è la prima partecipazione del Milan a un trofeo internazionale ufficiale. In Coppa Italia il Milan viene invece eliminato in semifinale dal Torino ai tempi supplementari dopo lo spareggio (anche la prima semifinale è finita in parità anche dopo i tempi supplementari: all'epoca non erano ancora previsti i tiri di rigore, quindi è necessario la ripetizione della partita).

## Divise
| Casa | Trasferta |

## Organigramma societario
Area direttiva
- Presidente: Emilio Colombo
- Vice presidente: Donato Passaquindici

Area tecnica
- Allenatore: József Bánás
- Direttore tecnico: Hermann Felsner
- Massaggiatore: Luigi Clerici

## Rosa
| N. |                   | Ruolo | Calciatore                |
| -- | ----------------- | ----- | ------------------------- |
|    | Italia (bandiera) | P     | Luigi Diamante            |
|    | Italia (bandiera) | P     | Vittore Martini           |
|    | Italia (bandiera) | P     | Mario Zorzan              |
|    | Italia (bandiera) | D     | Bruno Berra               |
|    | Italia (bandiera) | D     | Renato Bodini             |
|    | Italia (bandiera) | D     | Giuseppe Bonizzoni        |
|    | Italia (bandiera) | D     | Luigi Perversi (capitano) |
|    | Italia (bandiera) | D     | Leandro Remondini         |
|    | Italia (bandiera) | D     | Carlo Rigotti             |
|    | Italia (bandiera) | D     | Ettore Girardengo         |
|    | Italia (bandiera) | C     | Giuseppe Antonini         |
|    | Italia (bandiera) | C     | Antonio Gino Bortoletti   |
|    | Italia (bandiera) | C     | Pietro Buscaglia          |

| N. |                    | Ruolo | Calciatore        |
| -- | ------------------ | ----- | ----------------- |
|    | Brasile (bandiera) | C     | Elisio Gabardo    |
|    | Italia (bandiera)  | C     | Sereno Gianesello |
|    | Italia (bandiera)  | C     | Ezio Loik         |
|    | Italia (bandiera)  | C     | Mario Loetti      |
|    | Italia (bandiera)  | C     | Mario Provaglio   |
|    | Italia (bandiera)  | C     | Cinzio Scagliotti |
|    | Brasile (bandiera) | A     | Vicente Arnoni    |
|    | Italia (bandiera)  | A     | Aldo Boffi        |
|    | Italia (bandiera)  | A     | Egidio Capra      |
|    | Italia (bandiera)  | A     | Remo Cossio       |
|    | Italia (bandiera)  | A     | Giovanni Moretti  |
|    | Italia (bandiera)  | A     | Gipo Poggi        |

## Calciomercato
| Acquisti | Acquisti          | Acquisti        | Acquisti |
| R.       | Nome              | da              | Modalità |
| -------- | ----------------- | --------------- | -------- |
| C        | Giuseppe Antonini | Verona          | -        |
| A        | Vicente Arnoni    | Palestra Itália | -        |
| D        | Bruno Berra       | Vigevano        | -        |
| P        | Luigi Diamante    | Derthona        | -        |
| C        | Ezio Loik         | Fiumana         | -        |
| D        | Mario Provaglio   | Brescia         | -        |
| D        | Leandro Remondini | Verona          | -        |
| A        | Cinzio Scagliotti | Juventus        | -        |

| Cessioni | Cessioni             | Cessioni | Cessioni |
| R.       | Nome                 | a        | Modalità |
| -------- | -------------------- | -------- | -------- |
| A        | Luigi Cresta         | Modena   | -        |
| C        | Renato De Manzano    | Fanfulla | -        |
| A        | Bruno Poletti        | Aquila   | -        |
| C        | Massimiliano Zandali | Verona   | -        |
| C        | Mario Zidarich       | Livorno  | -        |

## Risultati

### Serie A

#### Girone di andata
| Arbitro: | Mazza (Torre del Greco) |

|                |           |             |
| Boffi 20’, 75’ | Marcatori | 78’ Peretti |

| Arbitro: | Curradi (Firenze) |

|                    |           |                                  |
| Grossi 15’ Duè 25’ | Marcatori | 78’ Capra 78’ Boffi 78’ Antonini |

| Arbitro: | Dattilo (Roma) |

|  |           |               |
|  | Marcatori | 15’ Buscaglia |

| Arbitro: | Scarpi (Dolo) |

|          |           |           |
| Mian 48’ | Marcatori | 75’ Capra |

| Arbitro: | Scotto (Savona) |

|                         |           |                               |
| Gabardo 55’ Moretti 80’ | Marcatori | 3’ Stella 84’ (aut.) Perversi |

| Arbitro: | Zelocchi (Modena) |

|                             |           |           |
| Ferrari 13’ Ferraris II 24’ | Marcatori | 84’ Capra |

| Arbitro: | Mattea (Torino) |

|          |           |                           |
| Neri 34’ | Marcatori | 33’ Remondini 47’ Moretti |

| Arbitro: | Scotto (Savona) |

|                                            |           |  |
| Moretti 32’ Capra 38’ Pastorino 78’ (aut.) | Marcatori |  |

| Trieste 14 novembre 1937 9ª giornata | Triestina         | 0 – 0 | Milan | Stadio del Littorio (8 000 spett.)\| Arbitro: \| Zelocchi (Modena) \| |
| Arbitro:                             | Zelocchi (Modena) |       |       |                                                                       |

| Arbitro: | Scarpi (Dolo) |

|             |           |  |
| Moretti 45’ | Marcatori |  |

| Arbitro: | Mattea (Torino) |

|              |           |             |
| Andreoli 16’ | Marcatori | 30’ Moretti |

| Arbitro: | Mazzarini (Roma) |

|                                                 |           |                   |
| Tori 6’ (aut.) Bonizzoni 40’ (rig.) Moretti 84’ | Marcatori | 31’ (aut.) Loetti |

| Arbitro: | Dattilo (Roma) |

|  |           |           |
|  | Marcatori | 25’ Capra |

| Arbitro: | Ciamberlini (Genova) |

|  |           |             |
|  | Marcatori | 50’ Sansone |

| Arbitro: | Ciamberlini (Genova) |

|                        |           |  |
| Monti 14’ Borel II 58’ | Marcatori |  |

#### Girone di ritorno
| Arbitro: | Mattea (Torino) |

|          |           |          |
| Violi 4’ | Marcatori | 74’ Loik |

| Arbitro: | Conticini (Firenze) |

|                                                       |           |            |
| Arnoni 18’, 88’ Boffi 20’, 48’ Andrighetto 40’ (aut.) | Marcatori | 36’ Grossi |

| Torino 30 gennaio 1938 18ª giornata | Torino            | 0 – 0 | Milano | Stadio Filadelfia (13 000 spett.)\| Arbitro: \| Galeati (Bologna) \| |
| Arbitro:                            | Galeati (Bologna) |       |        |                                                                      |

| Arbitro: | Moretti (Genova) |

|                                  |           |                      |
| Boffi 39’, 59’ Arnoni 54’ (rig.) | Marcatori | 69’ (rig.) Buscaglia |

| Arbitro: | Mattea (Torino) |

|             |           |           |
| Moretti 33’ | Marcatori | 16’ Capri |

| Arbitro: | Scarpi (Dolo) |

|           |           |  |
| Capra 80’ | Marcatori |  |

| Arbitro: | Galeati (Bologna) |

|           |           |  |
| Boffi 57’ | Marcatori |  |

| Bergamo 9 marzo 1938 23ª giornata | Atalanta       | 0 – 0 | Milano | Stadio Mario Brumana (14 000 spett.)\| Arbitro: \| Dattilo (Roma) \| |
| Arbitro:                          | Dattilo (Roma) |       |        |                                                                      |

| Milano 13 marzo 1938 24ª giornata | Milano             | 0 – 0 | Triestina | Stadio San Siro (13 000 spett.)\| Arbitro: \| Scorzoni (Bologna) \| |
| Arbitro:                          | Scorzoni (Bologna) |       |           |                                                                     |

| Arbitro: | Zelocchi (Modena) |

|                                       |           |           |
| Michelini 6’ Borsetti 58’ (rig.), 88’ | Marcatori | 66’ Boffi |

| Arbitro: | Salvatori (Roma) |

|                               |           |  |
| Loetti 7’ Boffi 17’, 42’, 68’ | Marcatori |  |

| Arbitro: | Scarpi (Dolo) |

|  |           |              |
|  | Marcatori | 27’ Antonini |

| Arbitro: | Mattea (Torino) |

|                |           |                           |
| Boffi 74’, 83’ | Marcatori | 86’ Servetti 90’ Figliola |

| Arbitro: | Dattilo (Roma) |

|                           |           |                      |
| Reguzzoni 25’ Sansone 51’ | Marcatori | 22’ Boffi 44’ Arnoni |

| Arbitro: | Scorzoni (Bologna) |

|           |           |             |
| Boffi 84’ | Marcatori | 44’ Bellini |

### Coppa Italia
| Arbitro: | Gnocchini (Ancona) |

|  |           |                  |
|  | Marcatori | 31’, 67’ Moretti |

| Genova 26 dicembre 1937 Ottavi di finale | Liguria            | 0 – 0 (d.t.s.) | Milan | Stadio del Littorio (5 000 spett.)\| Arbitro: \| Pizziolo (Firenze) \| |
| Arbitro:                                 | Pizziolo (Firenze) |                |       |                                                                        |

| Arbitro: | Bertolio (Torino) |

|                                  |           |  |
| Moretti 28’ (rig.) Loik 40’, 77’ | Marcatori |  |

| Arbitro: | Mazza (Torre del Greco) |

|                         |           |  |
| Moretti 14’, 76’ (rig.) | Marcatori |  |

| Arbitro: | Dattilo (Roma) |

|                          |           |                      |
| Boffi 63’ Gianesello 90’ | Marcatori | 10’ Baldi III 84’ Bo |

| Arbitro: | Galeati (Bologna) |

|                                          |           |                |
| D'Odorico 37’ Buscaglia 51’ Cadario 118’ | Marcatori | 58’, 69’ Boffi |

### Coppa dell'Europa Centrale
| Arbitro: | Klien |

|                          |           |  |
| Marcu 31’, 34’ Dobai 37’ | Marcatori |  |

| Arbitro: | Podubski |

|                                 |           |            |
| Cossio 27’, 58’ (rig.) Loik 37’ | Marcatori | 12’ Bindea |

## Statistiche

### Statistiche di squadra
| Competizione               | Punti            | In casa | In casa | In casa | In casa | In casa | In casa | In trasferta | In trasferta | In trasferta | In trasferta | In trasferta | In trasferta | Totale | Totale | Totale | Totale | Totale | Totale | DR  |
| Competizione               | Punti            | G       | V       | N       | P       | Gf      | Gs      | G            | V            | N            | P            | Gf           | Gs           | G      | V      | N      | P      | Gf     | Gs     | DR  |
| -------------------------- | ---------------- | ------- | ------- | ------- | ------- | ------- | ------- | ------------ | ------------ | ------------ | ------------ | ------------ | ------------ | ------ | ------ | ------ | ------ | ------ | ------ | --- |
| Serie A                    | 38               | 15      | 9       | 4       | 2       | 28      | 11      | 15           | 4            | 8            | 3            | 15           | 16           | 20     | 13     | 12     | 5      | 43     | 27     | +16 |
| Coppa Italia               | semifinale       | 3       | 2       | 1       | 0       | 7       | 2       | 3            | 1            | 1            | 1            | 4            | 3            | 6      | 3      | 2      | 1      | 11     | 5      | +6  |
| Coppa dell'Europa Centrale | ottavi di finale | 1       | 1       | 0       | 0       | 3       | 1       | 1            | 0            | 0            | 1            | 0            | 3            | 2      | 1      | 0      | 1      | 3      | 4      | -1  |
| Totale                     | -                | 19      | 12      | 5       | 2       | 38      | 14      | 19           | 5            | 9            | 5            | 19           | 22           | 38     | 17     | 14     | 7      | 57     | 36     | +21 |

### Statistiche dei giocatori
| Giocatore     | Serie A  | Serie A | Coppa Italia | Coppa Italia | Coppa dell'Europa Centrale | Coppa dell'Europa Centrale | Totale   | Totale |
| Giocatore     | Presenze | Reti    | Presenze     | Reti         | Presenze                   | Reti                       | Presenze | Reti   |
| ------------- | -------- | ------- | ------------ | ------------ | -------------------------- | -------------------------- | -------- | ------ |
| G. Antonini   | 18       | 2       | 3            | 0            | 2                          | 0                          | 23       | 2      |
| V. Arnoni     | 18       | 4       | 5            | 0            | 0                          | 0                          | 23       | 4      |
| B. Berra      | 1        | 0       | 0            | 0            | 0                          | 0                          | 1        | 0      |
| R. Bodini     | 2        | 0       | 3            | 0            | 0                          | 0                          | 5        | 0      |
| A. Boffi      | 24       | 16      | 4            | 3            | 1                          | 0                          | 29       | 19     |
| G. Bonizzoni  | 27       | 1       | 4            | 0            | 2                          | 0                          | 33       | 1      |
| A. Bortoletti | 30       | 0       | 4            | 0            | 2                          | 0                          | 36       | 0      |
| P. Buscaglia  | 0        | 0       | 0            | 0            | 1                          | 0                          | 1        | 0      |
| E. Capra      | 30       | 6       | 4            | 0            | 2                          | 0                          | 36       | 6      |
| R. Cossio     | 0        | 0       | 0            | 0            | 2                          | 2                          | 2        | 2      |
| L. Diamante   | 0        | 0       | 0            | 0            | 2                          | -4                         | 2        | -4     |
| E. Gabardo    | 23       | 1       | 2            | 0            | 1                          | 0                          | 26       | 1      |
| S. Gianesello | 20       | 0       | 3            | 1            | 2                          | 0                          | 25       | 1      |
| E. Girardengo | 0        | 0       | 0            | 0            | 0                          | 0                          | 0        | 0      |
| M. Loetti     | 24       | 1       | 3            | 0            | 1                          | 0                          | 28       | 1      |
| E. Loik       | 2        | 1       | 3            | 2            | 1                          | 1                          | 6        | 4      |
| V. Martini    | 1        | 0       | 0            | 0            | 0                          | 0                          | 1        | 0      |
| G. Moretti    | 27       | 7       | 5            | 5            | 0                          | 0                          | 32       | 12     |
| L. Perversi   | 30       | 0       | 5            | 0            | 2                          | 0                          | 37       | 0      |
| G. Poggi      | 0        | 0       | 4            | 0            | 0                          | 0                          | 4        | 0      |
| M. Provaglio  | 3        | 0       | 0            | 0            | 1                          | 0                          | 4        | 0      |
| L. Remondini  | 17       | 1       | 4            | 0            | 0                          | 0                          | 21       | 1      |
| C. Rigotti    | 3        | 0       | 2            | 0            | 0                          | 0                          | 5        | 0      |
| C. Scagliotti | 1        | 0       | 2            | 0            | 0                          | 0                          | 3        | 0      |
| M. Zorzan     | 29       | -27     | 6            | -5           | 0                          | 0                          | 35       | -32    |